# Karaoke Senshi Mike Jirou
Karaoke Senshi Mike Jirou (カラオケ戦士マイク次郎, カラオケせんしマイクじろう; tạm dịch là Mike Jirou - Chiến sĩ Karaoke) là loạt manga do Akimoto Yasushi viết thực hiện và Imai Hizuru minh họa đăng trên tạp chí DX BOMBOM của Kodansha từ tháng 12 năm 1993 đến tháng 2 năm 1995. 
Cốt truyện xoay quanh Mike Jirou - một cậu bé rất đam mê ca hát chỉ có điều chất giọng đạt tầm cỡ Jaian trong Doraemon nhưng sau khi được trao cho một chiếc microphone có phép thuật và khi dùng cậu biến thành một chàng trai đẹp trai và hát rất hay thì từ đó cậu đi theo con đường ca hát, tham gia các giải đấu khác nhau để trở thành một ca sĩ nổi tiếng như cha mẹ mình đồng thời cũng giúp trại trẻ mồ côi nơi cậu đang sống.
Studio Kikan đã thực hiện chuyển thể anime với sự đạo diễn của Shibayama Tsutomu và Sakaguchi Kazuhisa viết kịch bản. Bộ anime đã phát sóng tại Nhật Bản trên kênh NHK từ ngày 04 tháng 4 năm 1994 đến ngày 11 tháng 3 năm 1995.

## Truyền thông

### Anime
Đây là bộ anime chủ đề âm nhạc đầu tiên được chuyển thể từ tác phẩm của Akimoto Yasushi, ông chịu trách nhiệm giám sát nó như một phần của chương trình âm nhạc dành cho học sinh tiểu học là Uta no Naru ki (うたのなる木) phát trên kênh NHK-BS2 của mình, Shibayama Tsutomu đạo diễn của loạt anime Doraemon và Sakaguchi Kazuhisa người tham gia vào việc chỉ đạo hình ảnh và viết kịch bản của khá nhiều tác phẩm đã được mời tham gia dự án. Bộ anime này có cách phát sóng lần đầu khá lạ là cắt các tập ra thành 5 phần mỗi phần khoảng 5 phút và cứ phát sóng như thế từ ngày 04 tháng 4 năm 1994 đến ngày 11 tháng 3 năm 1995 với 20 tập. Vì thời lượng khá ngắn nên khi phát sóng lần đầu các tập này không phát bài hát kết thúc còn bài hát mở đầu thì cực ngắn. Các tập cùng với các bài hát chỉ được phát sóng như những tập anime bình thường khi được phát lại trên các kênh khác.

### Âm nhạc
Bộ anime có hai bài hát chủ đề, một mở đầu và một kết thúc. Bài hát mở đầu có tên Come On! Karaoke (カモン！カラオケ) và bài hát kết thúc có tên Surprise! (サプライズ!) cả hai đều do Akimoto Yasushi biên soạn và Hayasaka Yoshie trình bày, đĩa đơn chứa bài hát đã phát hành vào ngày 17 tháng 6 năm 1994. Do chủ đề của bộ anime này là âm nhạc nên có khá nhiều bài hát phụ và album chứa một số bài hát này cùng các bài hát trong chương trình Uta no Naru ki đã phát hành vào ngày 18 tháng 11 năm 1994.
| カモン！カラオケ/サプライズ | カモン！カラオケ/サプライズ                | カモン！カラオケ/サプライズ |
| STT                         | Nhan đề                                    | Thời lượng                  |
| --------------------------- | ------------------------------------------ | --------------------------- |
| 1.                          | "カモン！カラオケ - Yoshie Hayasaka"       | 3:48                        |
| 2.                          | "サプライズ!"                              |                             |
| 3.                          | "カモン！カラオケ（オリジナル・カラオケ）" |                             |
| 4.                          | "サプライズ!（同）"                        |                             |

| 「うたのなる木」のすべて | 「うたのなる木」のすべて                      | 「うたのなる木」のすべて |
| STT                      | Nhan đề                                       | Thời lượng               |
| ------------------------ | --------------------------------------------- | ------------------------ |
| 1.                       | "大人はキライだ！"                            |                          |
| 2.                       | "みんなはじめて"                              |                          |
| 3.                       | "摩訶不思議エブリデイ"                        |                          |
| 4.                       | "大きくなりたくなくなくない！？"              |                          |
| 5.                       | "町じゅうゴゴーゴー！！"                      |                          |
| 6.                       | "雨に唄えば"                                  |                          |
| 7.                       | "Hip Hip Dance"                               |                          |
| 8.                       | "パパの田舎は宝物"                            |                          |
| 9.                       | "雲で作った空の絵日記"                        |                          |
| 10.                      | "気になるクリスメイト"                        |                          |
| 11.                      | "YAH YAH YAH - CHAGE and ASKA"                | 4:55                     |
| 12.                      | "セーラー服を脱がさないで - AKB48"            | 3:46                     |
| 13.                      | "ガラガラへびがやってくる - Tunnels"          | 2:55                     |
| 14.                      | "I LOVE YOU - Hikaru Utada"                   | 4:48                     |
| 15.                      | "川の流れのように - Hibari Misora"            | 4:57                     |
| 16.                      | "揺れる想い - ZARD"                           | 4:24                     |
| 17.                      | "愛は勝つ - Kan"                              | 4:06                     |
| 18.                      | "昴 すばる- 谷村新司 Shinji Tanimura"         | 4:42                     |
| 19.                      | "ロックン・オムレツ"                          |                          |
| 20.                      | "ロード - THE TRABRYU"                        | 4:29                     |
| 21.                      | "ぼくたちの失敗 - Doji Morita"                | 3:25                     |
| 22.                      | "時代"                                        | 4:09                     |
| 23.                      | "世界中の誰よりきっと - Wands, Nakayama Miho" | 4:23                     |
| 24.                      | "カモン！カラオケ"                            |                          |
| 25.                      | "乾杯 - Tsuyoshi Nagabuchi"                   | 4:25                     |